# Eleições europeias de 2019 em Matosinhos

## Resultados Oficiais
| Partido                 | Partido                        | Votos   | %               | +/-  |
| ----------------------- | ------------------------------ | ------- | --------------- | ---- |
|                         | Partido Socialista             | 22 048  | 36,36 / 100,00  | 0,42 |
|                         | Partido Social Democrata       | 11 507  | 18,97 / 100,00  | -    |
|                         | Bloco de Esquerda              | 7 258   | 11,97 / 100,00  | 6,08 |
|                         | Pessoas–Animais–Natureza       | 3 912   | 6,45 / 100,00   | 4,46 |
|                         | Coligação Democrática Unitária | 3 262   | 5,38 / 100,00   | 5,75 |
|                         | CDS – Partido Popular          | 3 151   | 5,20 / 100,00   | -    |
|                         | LIVRE                          | 1 187   | 1,96 / 100,00   | 0,50 |
|                         | Nós, Cidadãos!                 | 964     | 1,59 / 100,00   | Novo |
|                         | Aliança                        | 868     | 1,43 / 100,00   | Novo |
|                         | Iniciativa Liberal             | 840     | 1,39 / 100,00   | Novo |
|                         | Outros (com menos de 1,00%)    | 1 811   | 2,98 / 100,00   |      |
| Votos Inválidos         | Votos Inválidos                | 3 836   | 6,33 / 100,00   | 0,85 |
| Total                   | Total                          | 60 644  | 100,00 / 100,00 |      |
| Eleitorado/Participação | Eleitorado/Participação        | 151 763 | 39,96 / 100,00  | 0,59 |

## Resultados por Freguesia
Os resultados seguintes referem-se aos partidos que obtiveram mais de 1,00% dos votos:
| Freguesia                               | %     | %     | %     | %    | %    | %    | %    | %    | %    | %    | Votantes |
| Freguesia                               | PS    | PSD   | BE    | PAN  | CDU  | CDS  | L    | NC!  | A    | IL   | Votantes |
| --------------------------------------- | ----- | ----- | ----- | ---- | ---- | ---- | ---- | ---- | ---- | ---- | -------- |
| Custóias, Leça do Balio e Guifões       | 40,41 | 16,67 | 11,88 | 6,51 | 5,71 | 3,76 | 1,60 | 1,46 | 1,09 | 0,91 | 14 913   |
| Matosinhos e Leça da Palmeira           | 33,40 | 21,19 | 11,25 | 6,29 | 4,54 | 6,84 | 2,47 | 1,65 | 1,88 | 2,06 | 17 925   |
| Perafita, Lavra e Santa Cruz do Bispo   | 40,85 | 17,22 | 10,77 | 5,96 | 4,25 | 4,96 | 1,37 | 1,40 | 1,14 | 1,00 | 9 286    |
| São Mamede de Infesta e Senhora da Hora | 33,70 | 19,56 | 13,34 | 6,80 | 6,49 | 4,88 | 2,04 | 1,73 | 1,41 | 1,31 | 18 520   |
| Matosinhos                              | 36,36 | 18,97 | 11,97 | 6,45 | 5,38 | 5,20 | 1,96 | 1,59 | 1,43 | 1,39 | 60 644   |

#### Custóias, Leça do Balio e Guifões
| Partido                 | Partido                                         | Votos  | %               | +/-  |
| ----------------------- | ----------------------------------------------- | ------ | --------------- | ---- |
|                         | Partido Socialista                              | 6 026  | 40,41 / 100,00  | 1,29 |
|                         | Partido Social Democrata                        | 2 486  | 16,67 / 100,00  | -    |
|                         | Bloco de Esquerda                               | 1 771  | 11,88 / 100,00  | 6,07 |
|                         | Pessoas–Animais–Natureza                        | 971    | 6,51 / 100,00   | 4,66 |
|                         | Coligação Democrática Unitária                  | 852    | 5,71 / 100,00   | 5,90 |
|                         | CDS – Partido Popular                           | 560    | 3,76 / 100,00   | -    |
|                         | LIVRE                                           | 239    | 1,60 / 100,00   | 0,59 |
|                         | Nós, Cidadãos!                                  | 217    | 1,46 / 100,00   | Novo |
|                         | Aliança                                         | 163    | 1,09 / 100,00   | Novo |
|                         | Basta!                                          | 155    | 1,04 / 100,00   | 0,21 |
|                         | Partido Comunista dos Trabalhadores Portugueses | 149    | 1,00 / 100,00   | 0,74 |
|                         | Outros (com menos de 1,00%)                     | 353    | 2,36 / 100,00   |      |
| Votos Inválidos         | Votos Inválidos                                 | 971    | 6,52 / 100,00   | 0,67 |
| Total                   | Total                                           | 14 913 | 100,00 / 100,00 |      |
| Eleitorado/Participação | Eleitorado/Participação                         | 37 474 | 39,80 / 100,00  | 0,35 |

#### Matosinhos e Leça da Palmeira
| Partido                 | Partido                        | Votos  | %               | +/-  |
| ----------------------- | ------------------------------ | ------ | --------------- | ---- |
|                         | Partido Socialista             | 5 987  | 33,40 / 100,00  | 1,39 |
|                         | Partido Social Democrata       | 3 799  | 21,19 / 100,00  | -    |
|                         | Bloco de Esquerda              | 2 016  | 11,25 / 100,00  | 5,53 |
|                         | CDS – Partido Popular          | 1 226  | 6,84 / 100,00   | -    |
|                         | Pessoas–Animais–Natureza       | 1 128  | 6,29 / 100,00   | 4,28 |
|                         | Coligação Democrática Unitária | 813    | 4,54 / 100,00   | 5,48 |
|                         | LIVRE                          | 443    | 2,47 / 100,00   | 0,45 |
|                         | Iniciativa Liberal             | 369    | 2,06 / 100,00   | Novo |
|                         | Aliança                        | 337    | 1,88 / 100,00   | Novo |
|                         | Nós, Cidadãos!                 | 296    | 1,65 / 100,00   | Novo |
|                         | Outros (com menos de 1,00%)    | 480    | 2,68 / 100,00   |      |
| Votos Inválidos         | Votos Inválidos                | 1 031  | 5,75 / 100,00   | 1,99 |
| Total                   | Total                          | 17 925 | 100,00 / 100,00 |      |
| Eleitorado/Participação | Eleitorado/Participação        | 43 701 | 41,02 / 100,00  | 1,47 |

#### Perafita, Lavra e Santa Cruz do Bispo
| Partido                 | Partido                        | Votos  | %               | +/-  |
| ----------------------- | ------------------------------ | ------ | --------------- | ---- |
|                         | Partido Socialista             | 3 793  | 40,85 / 100,00  | 1,30 |
|                         | Partido Social Democrata       | 1 599  | 17,22 / 100,00  | -    |
|                         | Bloco de Esquerda              | 1 000  | 10,77 / 100,00  | 5,65 |
|                         | Pessoas–Animais–Natureza       | 553    | 5,96 / 100,00   | 4,15 |
|                         | CDS – Partido Popular          | 461    | 4,96 / 100,00   | -    |
|                         | Coligação Democrática Unitária | 395    | 4,25 / 100,00   | 4,44 |
|                         | Nós, Cidadãos!                 | 130    | 1,40 / 100,00   | Novo |
|                         | LIVRE                          | 127    | 1,37 / 100,00   | 0,43 |
|                         | Aliança                        | 106    | 1,14 / 100,00   | Novo |
|                         | Iniciativa Liberal             | 93     | 1,00 / 100,00   | Novo |
|                         | Outros (com menos de 1,00%)    | 334    | 3,59 / 100,00   |      |
| Votos Inválidos         | Votos Inválidos                | 695    | 7,48 / 100,00   | 0,47 |
| Total                   | Total                          | 9 286  | 100,00 / 100,00 |      |
| Eleitorado/Participação | Eleitorado/Participação        | 25 574 | 36,31 / 100,00  | 1,40 |

#### São Mamede de Infesta e Senhora da Hora
| Partido                 | Partido                        | Votos  | %               | +/-  |
| ----------------------- | ------------------------------ | ------ | --------------- | ---- |
|                         | Partido Socialista             | 6 242  | 33,70 / 100,00  | 1,23 |
|                         | Partido Social Democrata       | 3 623  | 19,56 / 100,00  | -    |
|                         | Bloco de Esquerda              | 2 471  | 13,34 / 100,00  | 6,81 |
|                         | Pessoas–Animais–Natureza       | 1 260  | 6,80 / 100,00   | 4,61 |
|                         | Coligação Democrática Unitária | 1 202  | 6,49 / 100,00   | 6,64 |
|                         | CDS – Partido Popular          | 904    | 4,88 / 100,00   | -    |
|                         | LIVRE                          | 378    | 2,04 / 100,00   | 0,54 |
|                         | Nós, Cidadãos!                 | 321    | 1,73 / 100,00   | Novo |
|                         | Aliança                        | 262    | 1,41 / 100,00   | Novo |
|                         | Iniciativa Liberal             | 242    | 1,31 / 100,00   | Novo |
|                         | Outros (com menos de 1,00%)    | 476    | 2,56 / 100,00   |      |
| Votos Inválidos         | Votos Inválidos                | 1 139  | 6,15 / 100,00   | 1,54 |
| Total                   | Total                          | 18 520 | 100,00 / 100,00 |      |
| Eleitorado/Participação | Eleitorado/Participação        | 45 014 | 41,14 / 100,00  | 1,07 |